# Niente regole: siamo al college
Niente regole: siamo al college (Van Wilder: Freshman Year) è un film statunitense commedia del 2009 diretto da Harvey Glazer. È il prequel direct-to-video della saga iniziata con Maial College nel 2002 e proseguita con Maial College 2 nel 2006. Inoltre compaiano Jonathan Bennett, Kristin Cavallari, Jerry Shea e Steve Talley.

## Trama
Van Wilder, appena diplomato, finisce per andare a Coolidge, seguendo la tradizione di famiglia, la quale ha persino il proprio nome su un edificio, il Wilder Hall, contenente i ritratti di 5 generazioni di Wilder laureati al Coolidge. Tuttavia, quando arriva, il Coolidge non è più una scuola amante del divertimento, come al tempo di suo padre, ma una sinistra istituzione militare gestita dal rude Dean Reardon. Reardon è un terribile militare che odia il senior Wilder e, per vendicarsi, vuole rovinare la carriera del giovane Wilder facendosi aiutare dai suoi soldati, tra cui Dirk Arnold. Lui non può buttarlo fuori perché suo padre è ricco ed ha legami con la scuola, così cerca di rendergli la vita un inferno.

## Distribuzione
Niente regole: siamo al college è stato pubblicato in DVD il 14 luglio 2009. A novembre 2011, sono state vendute 226,168 DVD, totalizzando un guadagno complessivo di 2994,116 $.